# Almirante Valdés (AV)
El Destructor Almirante Valdés (AV) era un destructor de la Armada Española perteneciente a la Clase Churruca que participó en la guerra civil en el bando republicano.
Recibía su nombre en honor a Cayetano Valdés y Flores, marino, político y militar, 17.º Capitán General de la Real Armada Española.

## Guerra Civil
Nada más conocer los marineros que su comandante había puesto el buque a disposición del Alzamiento militar, arrestaron a los oficiales, tomaron el mando y pusieron rumbo a la península, transmitiendo al ministro de marina un mensaje de adhesión a la República.
Este destructor viajó al norte con la flota republicana, participó en el combate del cabo Cherchell y más tarde en la escolta de convoyes.
El 12 de julio de 1937, junto a los destructores Lepanto, Churruca, Almirante Miranda, Gravina y Sánchez Baircáztegui, mantuvieron un duelo artillero con el crucero Baleares, mientras los destructores, escoltaban al petrolero Campillo, en el que ambos bandos, se retiraron tras una hora de chañoneo, el Baleares, al descubrir que sus cañones, se sobrecalentaban tras 50 disparos
El 5 de marzo de 1939 tras la sublevación en la ciudad, partió de Cartagena junto con el grueso de la escuadra republicana con rumbo a Bizerta (Túnez), a donde llegó el 11 de marzo.
Al día siguiente se solicitó el asilo político por parte de los tripulantes, y quedaron internados los buques bajo la custodia de unos pocos tripulantes españoles por buque. El resto de la dotación fue conducida a un campo de concentración en la localidad de Meheri Zabbens.
El 31 de marzo de 1939 llegó a Bizerta, a bordo de los transportes Mallorca y Marqués de Comillas, el personal que debería hacerse cargo de los buques internados.

### Tras la Guerra Civil
El 2 de abril, tan sólo 24 horas después de darse oficialmente por concluida la contienda civil, los buques que lucharon por la República se hicieron a la mar con rumbo hacia el puerto de Cádiz, donde llegaron a últimas horas del día 5.
El 22 de agosto de 1940, entra el puerto de Gibraltar con el General don Agustin Munoz Grandes, Governor de El Campo de Gibraltar en visita oficial al Governor Británico Lieutenant General Sir Clive Liddell.
El 16 de julio de 1988 se instala el ancla perteneciente al destructor Almirante Valdés en el parque Virgen del Manzano, en la ciudad de Burgos.

### Buques de la clase
- ARA Cervantes
- ARA Juan de Garay
- Sánchez Barcáiztegui
- José Luis Díez
- Almirante Ferrándiz
- Lepanto
- Churruca
- Alcalá Galiano
- Almirante Antequera
- Almirante Miranda
- Císcar
- Escaño
- Gravina
- Jorge Juan
- Ulloa

### Buques similares
- Clase Scott

### Listas relacionadas
- Anexo:Destructores de España